# Lilijicovci
Lilijicovci (lilijcovci, řehořky) (Myzostomida) jsou drobní (do 3 cm) mořští prvoústí živočichové. Žijí jako parazité na ostnokožcích, zejména na lilijicích (odtud jejich jméno), v menší míře na hvězdicích a hadicích, v jednom případě je popsán jako hostitel houbovec. Tělesný plán a životní styl jsou přizpůsobené k parazitickému způsobu života. Lilijovci jsou hermafroditi, larvou je trochofora, rýhování vajíčka je spirální.
Taxonomicky proto patří do skupiny Lophotrochozoa. V současnosti jsou na základě molekulárních i morfologických studií považováni za přirozený klad kmene kroužkovců (tedy v souladu s tradičními představami), i když jejich postavení uvnitř tohoto kmene zůstává nejasné. Na začátku 21. století bylo toto zařazení zpochybňováno, některé studie ribozomálních genů a bílkovin totiž naznačovaly blízkost k břichobrvkám, některé struktury se zase podobají vířníkům (např. tažný bičík spermií). Proto byli určitý čas považováni za samostatný kmen.
Je známo více než 150 druhů.
Jedná se o starobylou skupinu. Deformační cysty, které vytvářejí v těle hostitele, byly nalezeny již na fosiliích prvohorních lilijic.

## Popis
Tělesný plán a životní styl mohou být velmi rozdílné, silně modifikované a přizpůsobené parazitickému způsobu života. Záleží na tom, zda žijí přisedle na povrchu hostitele, v jeho ústech, v dutinách jeho orgánů nebo jako endoparaziti v nitrotělních cystách. Tělo přisedlých parazitů je často zkrácené a zploštělé, někdy až diskovité, s potlačenou segmentací, s pěti páry parapodií na břišní straně, vybavených háčky k zachycení na hostiteli. Vyskytují se však druhy s protáhlou stavbou, některé jsou vybavené záchytnými chapadélky. Dýchací, oběhová a vylučovací soustava jsou redukované, i nervová soustava je zjednodušená. Trávicí soustava začíná ústním otvorem na hlavě, často vysunutelné, a pokračuje svalnatým hltanem a rozvětveným střevem, anální vyústění je zpravidla na samotném konci těla. U některých druhů se předpokládá, že se přiživují na potravě hostitele, u vnitrotělních parazitů je potravou sám hostitel.
Také rozmnožování a životní cyklus lilijicovců jsou velmi rozdílné. Procesy dozrávání pohlavních buněk a kopulace musí být přizpůsobeny kvůli parazitickému způsobu života stavbě a někdy i životnímu cyklu hostitele.

## Systematika
Následující revidovaná klasifikace pochází z r. 2014.
Řád: Lilijicovci (Myzostomida) Graff, 1877
- Čeleď: Asteriomyzostomidae Jägersten, 1940
  - Rod: Asteriomyzostomum Jägersten, 1940 (2 druhy)
- Čeleď: Asteromyzostomidae Wagin, 1954
  - Rod: Asteromyzostomum Wagin, 1954 (3 druhy)
- Čeleď: Eenymeenymyzostomatidae Summers & Rouse, 2014
  - Rod: Eenymeenymyzostoma Summers & Rouse, 2014 (1 druh)
- Čeleď: Endomyzostomatidae Perrier, 1897
  - Rod: Endomyzostoma Perrier, 1897 (14 druhů)
- Čeleď: Myzostomatidae Beard, 1884
  - Rod: Contramyzostoma Eeckhaut & Jangoux, 1995 (1 druh)
  - Rod: Hypomyzostoma Perrier, 1897 (10 druhů)
  - Rod: Myzostoma Leuckart, 1827 (115 druhů)
  - Rod: Mesomyzostoma Remscheid, 1918 (2 druhy)
  - Rod: Notopharyngoides Uchida, 1992 (3 druhy)
- Čeleď: Protomyzostomidae Stummer-Traunfels, 1923
  - Rod: Protomyzostomum Fedetov, 1912 (4 druhy)
- Čeleď: Pulvinomyzostomidae Jägersten, 1940
  - Rod: Pulvinomyzostomum Jägersten, 1940 (1 druh)
- Čeleď: Stelechopodidae Graff, 1884
  - Rod: Stelechopus Graff, 1884 (1 druh)
- Incertae sedis:
  - Rod: Mycomyzostoma Eeckhaut, 1998 (1 druh)

Příbuzenské vztahy mezi čeleděmi zobrazuje následující fylogenetický strom (k čeledím Asteriomyzostomidae a Stelechopodidae dosud neexistují molekulární údaje, které by je umožnily zařadit):
|  | Asteromyzostomidae |
|  |                    |
|  | Protomyzostomidae  |
|  |                    |

|  | Eenymeenymyzostomatidae                                                |
|  |                                                                        |
|  | \| \| Pulvinomyzostomidae \| \| \| \| \| \| Myzostomatidae \| \| \| \| |
|  |                                                                        |
|  | Pulvinomyzostomidae                                                    |
|  |                                                                        |
|  | Myzostomatidae                                                         |
|  |                                                                        |

|  | Pulvinomyzostomidae |
|  |                     |
|  | Myzostomatidae      |
|  |                     |

|  | Asteromyzostomidae |
|  |                    |
|  | Protomyzostomidae  |
|  |                    |

|  | Eenymeenymyzostomatidae                                                |
|  |                                                                        |
|  | \| \| Pulvinomyzostomidae \| \| \| \| \| \| Myzostomatidae \| \| \| \| |
|  |                                                                        |
|  | Pulvinomyzostomidae                                                    |
|  |                                                                        |
|  | Myzostomatidae                                                         |
|  |                                                                        |

|  | Pulvinomyzostomidae |
|  |                     |
|  | Myzostomatidae      |
|  |                     |

|  | Asteromyzostomidae |
|  |                    |
|  | Protomyzostomidae  |
|  |                    |

|  | Eenymeenymyzostomatidae                                                |
|  |                                                                        |
|  | \| \| Pulvinomyzostomidae \| \| \| \| \| \| Myzostomatidae \| \| \| \| |
|  |                                                                        |
|  | Pulvinomyzostomidae                                                    |
|  |                                                                        |
|  | Myzostomatidae                                                         |
|  |                                                                        |

|  | Pulvinomyzostomidae |
|  |                     |
|  | Myzostomatidae      |
|  |                     |

|  | Asteromyzostomidae |
|  |                    |
|  | Protomyzostomidae  |
|  |                    |

|  | Eenymeenymyzostomatidae                                                |
|  |                                                                        |
|  | \| \| Pulvinomyzostomidae \| \| \| \| \| \| Myzostomatidae \| \| \| \| |
|  |                                                                        |
|  | Pulvinomyzostomidae                                                    |
|  |                                                                        |
|  | Myzostomatidae                                                         |
|  |                                                                        |

|  | Pulvinomyzostomidae |
|  |                     |
|  | Myzostomatidae      |
|  |                     |